# Mum Jokmok
Phetchai Wongkhamlao (tên tiếng Thái: เพ็ชรทราย วงศ์คำเหลา, sinh ngày 24 tháng 6 năm 1965) với nghệ danh chính là Mum Jokmok. Ông hiện đang là một trong những nghệ sĩ đa tài tại Thái Lan. Ông được biết nhiều với vai diễn trong bộ phim Ching Roi Ching Lan, Yaem Yasothon.

## Danh sách phim
- Ban Phee Pob Part 11(The Revenge of Pob Part 11 Yhib VS. Grandma Thongkum) (1994)
- Ban Phee Pob Part 13 (13th Revenge of Pob) (1994)
- Killer Tattoo (2001)
- Ong-Bak: Muay Thai Warrior (2003)
- Sai Lor Fah (Pattaya Maniac) (2003)
- The Bodyguard (2004)
- Midnight, My Love (Cherm) (2005)
- The Holy Man (Luang Phii Theng) (2005)(cameo)
- Dumber Heroes (2005) (cameo)
- Tom-Yum-Goong (The Protector) (2005)
- Yam Yasothon (Hello Yasothon) (2005)
- Ghost Variety (Chalui 4: Pee Chalui) (2005)
- Chai Lai (Dangerous Flowers) (2006)
- Krasue Valentine (Ghost of Valentine) (2006) (dalam klip filem dari The Bodyguard)
- Nong Teng Nakleng-pukaotong (2006) (cameo)
- The Bodyguard 2 (2007)
- Teng Nong Khon Ma Ha Hea (2007)
- The Odd Couple (2007)
- Konbai: The Movie (2007)
- Mum Deaw Hua Liem Hua Lam (2008)
- Ong Bak 2 (2008) (Cameo)
- Ong Bak 3 (2010)
- The Kick (2011)
- TYG2 (2013)